# Leandro Costa Miranda Moraes
Leandro Costa Miranda Moraes, egyszerűen Leandrão (Uberlândia, 1983. július 18. –) brazil labdarúgó, a Brasil de Pelotas csatára.